# The New York Times Company
Die The New York Times Company ist ein US-amerikanisches Medienunternehmen, das die Zeitungen The New York Times und The New York Times International Edition herausgibt sowie verschiedene Vermögenswerte wie den New York Times Tower kontrolliert. Der Hauptsitz des Unternehmens befindet sich im Stadtbezirk Manhattan von New York City. Der Umsatz lag im Jahr 2020 bei 1,8 Milliarden US-Dollar bei einer Mitarbeiterzahl von 4.700 Personen. Geschäftsführerin ist seit September 2020 Meredith Kopit Levien, die im August 2013 zunächst als Leiterin der Werbeabteilung zum Verlag kam.

## Geschichte
Das Unternehmen wurde von Henry Jarvis Raymond und George Jones in New York City gegründet. Die erste Ausgabe der Zeitung wurde am 18. September 1851 veröffentlicht und sollte eine seriöse Alternative zu der damals in der Stadt weit verbreiteten Regenbogenpresse sein. Seit 1967 ist das Unternehmen an der New York Stock Exchange unter dem Symbol NYT notiert. Im 20. Jahrhundert wurde die New York Times zu einem landesweiten Leitmedium und expandierte in Bereiche wie Regionalzeitungen, Radio- und Fernsehstationen. 1993 übernahm die New York Times Company Affiliated Publications, den Eigentümer des Boston Globe. Am 1. Januar 2003 schloss das Unternehmen den Kauf des 50-prozentigen Anteils von The Washington Post an der International Herald Tribune (IHT) für 65 Millionen US-Dollar ab und wurde damit zum alleinigen Eigentümer.
Im 21. Jahrhundert geriet das Unternehmen durch das Wachstum der Internetwerbung und des Onlinejournalismus allerdings zunehmend in finanzielle Schwierigkeiten, und das Unternehmen musste einen bedeutenden Teil seiner Vermögenswerte veräußern. Die New York Times berichtete am 4. Januar 2007, dass das Unternehmen eine Vereinbarung über den Verkauf aller neun lokalen Fernsehsender an das Private-Equity-Unternehmen Oak Hill Capital Partners getroffen hatte. 2013 wurden auch die Anteile am Boston Globe veräußert. Am 20. Januar 2009 berichtete die New York Times, dass ihre Muttergesellschaft, die New York Times Company, eine Vereinbarung über einen Kredit in Höhe von 250 Millionen Dollar von Carlos Slim, einem mexikanischen Milliardär, getroffen hatte. Slim wurde darauf auch ein bedeutender Investor in das Unternehmen.
Angesichts sinkender Einnahmen aus Printanzeigen in seinem Flaggschiff, der New York Times, führte das Unternehmen 2011 eine Paywall auf seiner Website ein. 2012 brachte diese bereits einen Jahresumsatz von etwa 100 Millionen Dollar ein. Mit der wachsenden Onlinepräsenz konnte das Unternehmen seine wirtschaftliche Lage wieder stabilisieren. Bis 2020 stieg die Anzahl der Online-Abonnenten auf 7,5 Millionen. Im Juli 2020 übernahm die New York Times Company das Podcast-Produktionsunternehmen Serial Productions.

## Besitzverhältnisse
Die New York Times Company ist eine gelistete Aktiengesellschaft. Von den beiden Aktienkategorien, der Klasse A (Class A) und der Klasse B (Class B), werden erstere öffentlich gehandelt, während letztere größtenteils (zu über 90 % einen Trust) von den Nachkommen von Adolph Ochs gehalten werden, der 1896 die Zeitung The New York Times kaufte.  Am 7. März 2016 besaß Carlos Slim 17,4 % der Aktien der Klasse A des Unternehmens, wie aus den vom Unternehmen eingereichten Jahresberichten hervorgeht.

## Kennzahlen
Das Unternehmen erlebte einen starken Umsatzrückgang mit Beginn des 21. Jahrhunderts. Ab dem Jahr 2011 konnte der Umsatz wieder stabilisiert werden und er begann nach einigen Jahren sogar wieder zu wachsen. Im September 2021 hatte das Unternehmen eine Marktkapitalisierung von 8,3 Milliarden US-Dollar.
| Jahr | Umsatz in Mio. USD | Gewinn in Mio. USD | Angestellte |
| ---- | ------------------ | ------------------ | ----------- |
| 2005 | 3.231              | 253                | 11.965      |
| 2006 | 3.290              | -543               | 11.585      |
| 2007 | 3.185              | 209                | 10.231      |
| 2008 | 2.940              | -58                | 9.346       |
| 2009 | 2.440              | 20                 | 7.665       |
| 2010 | 1.981              | 108                | 7.414       |
| 2011 | 1.555              | -38                | 7.273       |
| 2012 | 1.595              | 136                | 5.363       |
| 2013 | 1.577              | 65                 | 3.529       |
| 2014 | 1.589              | 33                 | 3.588       |
| 2015 | 1.579              | 63                 | 3.560       |
| 2016 | 1.555              | 29                 | 3.710       |
| 2017 | 1.676              | 4                  | 3.790       |
| 2018 | 1.749              | 126                | 4.320       |
| 2019 | 1.812              | 140                | 4.500       |
| 2020 | 1.784              | 100                | 4.700       |
| 2021 | 2.074              | 220                | 5.000       |
| 2022 | 2.308              | 174                | 5.800       |
| 2023 | 2.426              | 232                | 5.900       |